# Susumu Ōki
Susumu Ōki (大木 勉 Ōki Susumu?, nacido el 23 de febrero de 1976 en Ehime) es un exfutbolista japonés. Jugaba de delantero y su último club fue el Ehime FC de Japón.

## Trayectoria

### Clubes
| Club                | País  | Año         |
| ------------------- | ----- | ----------- |
| Sanfrecce Hiroshima | Japón | 1995 - 2006 |
| Oita Trinita        | Japón | 2000        |
| Ehime FC            | Japón | 2007 - 2012 |

## Estadística de carrera

### J. League
| Club                | Año   | J. League | J. League | Copa J. League | Copa J. League | Total | Total |
| Club                | Año   | Part.     | Goles     | Part.          | Goles          | Part. | Goles |
| ------------------- | ----- | --------- | --------- | -------------- | -------------- | ----- | ----- |
| Sanfrecce Hiroshima | 1995  | 14        | 2         | -              | -              | 14    | 2     |
| Sanfrecce Hiroshima | 1996  | 7         | 0         | 4              | 1              | 11    | 1     |
| Sanfrecce Hiroshima | 1997  | 11        | 1         | 0              | 0              | 11    | 1     |
| Sanfrecce Hiroshima | 1998  | 20        | 4         | 4              | 0              | 24    | 4     |
| Sanfrecce Hiroshima | 1999  | 6         | 1         | 2              | 0              | 8     | 1     |
| Oita Trinita        | 2000  | 6         | 0         | 2              | 0              | 8     | 0     |
| Sanfrecce Hiroshima | 2001  | 20        | 8         | 3              | 3              | 23    | 11    |
| Sanfrecce Hiroshima | 2002  | 18        | 4         | 5              | 0              | 23    | 4     |
| Sanfrecce Hiroshima | 2003  | 36        | 8         | -              | -              | 36    | 8     |
| Sanfrecce Hiroshima | 2004  | 21        | 5         | 4              | 0              | 25    | 5     |
| Sanfrecce Hiroshima | 2005  | 32        | 3         | 5              | 2              | 37    | 5     |
| Sanfrecce Hiroshima | 2006  | 5         | 0         | 0              | 0              | 5     | 0     |
| Ehime FC            | 2007  | 15        | 2         | -              | -              | 15    | 2     |
| Ehime FC            | 2008  | 23        | 3         | -              | -              | 23    | 3     |
| Ehime FC            | 2009  | 27        | 2         | -              | -              | 27    | 2     |
| Ehime FC            | 2010  | 8         | 1         | -              | -              | 8     | 1     |
| Ehime FC            | 2011  | 5         | 1         | -              | -              | 5     | 1     |
| Ehime FC            | 2012  | 1         | 0         | -              | -              | 1     | 0     |
| Total               | Total | 275       | 45        | 29             | 6              | 304   | 51    |